# ヴァイキング・メタル
ヴァイキング・メタル (Viking Metal)とは、ヘヴィメタルのサブジャンルの一つ。北欧神話や戦いに明け暮れるヴァイキングを主要なテーマに置いている。

## 概要
音楽的にはブラックメタルやメロディックデスメタルを基盤とし、そこにフォーキッシュなメロディや民族楽器が使われることも多いためにフォークメタルと関連付けられることも多い。しかし、そうしたフォーキッシュな要素がまったく見られないバンドもある。
ヴァイキングメタルの始まりは1988年のBathoryのアルバム Blood Fire Deathに見られ、続く1990年のHammerheartによってこのジャンルの基礎が作られたとされる。90年代前半～中頃より、Enslavedなどがこの路線を引き継ぎ今日に至る。反キリスト的なイメージを使うバンドもいる。
類似ジャンルとしてペイガンメタル (Pagan Metal)と呼ばれるものがあるが、こちらはブラックメタルの要素も大きい。このジャンルの持つフォーク色は、時に、自分達の持つペイガニズムや民族主義を強調するために使われる。

## 特徴
ヴァイキングメタルは「ノイジーでカオティックで、物悲しげなキーボードのメロディが多用される」ジャンルである。ジャーナリストのJohannes Jonssonはこのジャンルを「北欧の民族音楽の要素を持つ、ゆっくりとしたテンポのブラックメタル」と表現しているが、一方でAaron Patrick Mulvanyはフォークメタルが内包するジャンルの一つであると考えている。だが、フォークメタルとは異なり、ヴァイキングメタルは「通常のバンド編成で使われない楽器を使うことは避け」て、クリーンヴォイスによる歌唱とブラックメタルで用いられるようなスクリームやグロウルを導入している。
ヴァイキングメタルの世界観はブラックメタルの要素から大きな影響を受けているが、ペイガンや古代スカンジナビアを題材にした歌詞や図像を用いており、反キリストやサタニズムといったテーマではない。むしろ、ヴァイキングメタルはブラックメタルやデスメタルが共通して持つ、暴力を行うことへの喜びや、武器や戦場といった男らしさを誇示する記号性と祖先のルーツを組み合わせてテーマにしている。このような祖先のルーツとしてはキリスト教が布教される以前の遺産があるが、これがヴァイキングの神話や北欧の原風景を用いて語られるのである。しかし、Sorhinなどのようにブラックメタル的なサタニックな要素を持ちながらも、音楽的には民族音楽を取り入れたようなスタイルを持っているバンドもある。アートワークやバンドの写真、ウェブサイトのデザイン、グッズといった視覚面でのテーマには、歌詞などで表現しているヴァイキングメタルの暗く、暴力的な面が強調される。

### ペイガニズムと反キリスト教
David W. Marshallによれば、キリスト教への憎悪は長らくブラックメタルやデスメタルの規範であったが、1990年代後半になると、バソリーをはじめとする多くのバンドがキリスト教への反抗を示すシンボルとしてサタンを用いることをやめ、ヴァイキングやオーディンへの信仰をテーマに据え始めたという。多くのバンドはアース神族に対する信仰を意味するアサトゥルを信条としており、キリスト教は外国から押し付けられたものであるとして、退けている。その一方で、EnslavedやEinherjerのように、単にヴァイキングや北欧神話に興味を持っているだけで、ブラックメタル的なサタニックな行動を拒否しているバンドもいるという 。

## 歴史
1983年にスウェーデンのHeavy Loadが楽曲"Stronger Than Evil"を発表したことによって最初のヴァイキングメタルバンドと言われることもあるが、通常ヴァイキングメタルのルーツは後にスカンジナビアで産まれるシーン、特に1980年代後半のデスメタルやブラックメタルのシーンにあるとされる。マノウォーが用いたヴァイキングのテーマにインスピレーションを得て、ヴァイキングに強い共感を示すバンドも居た。このムーヴメントの最前線にはかのバソリーがいた。彼の1stアルバムBathoryは1984年にリリースされ、「多くの人から最初のブラックメタルの作品として認識されている。」一方で、1988年に発表された4thアルバムBlood Fire Deathではヴァイキングメタルの原型となる楽曲を二曲収録している。"A Fine Day to Die"と"Blood Fire Death"である。AllmusicのEduardo Rivadaviaはこの二曲を「おそらく(ヴァイキングメタルの)最初の例として」見ることが出来ると述べている。バソリーは1990年に発表したヴァイキングをテーマにしたコンセプトアルバムHammerheartでもこのテーマを追っている。Allmusicではこのアルバムをヴァイキングメタルのランドマークとなる作品として挙げている。このリリースによって、バソリーはサタニックなものからヴァイキングの神話へとテーマを変えたといえる。バソリーのリーダーであるクォーソンはこう語る。 
| 「                                            | サタニックなテーマは偽物にすぎないという結論に俺は達した。つまり、茶番が別の茶番を産んでいるに過ぎないってことだよ。奴らがサタニックな歌詞を用いてまずはじめに攻撃しようとするものは、サタンを産んだキリスト教会そのものだってわけだ。俺は歴史が大好きだから、人生の暗い側面みたいなテーマと取って代われるようなものを歴史の中に見いだすのは自然な流れだった。その中でも、ヴァイキングの時代を選ぶのよりシンプルで自然なことはないだろ？ | 」 |
| —Quorthon（Blood on Iceのライナーノーツより） | |    |

バソリーの音楽の特徴はワーグナーのような「長くて大作指向で、大げさなアレンジと幾重にも重ねられたヴォーカル、そしてキーボードに包み込まれた」ものである。Mulvanyはバソリーの90年代の作品は遅くて、複雑なヴァイキングメタルのトレンドを生み出す契機となったと述べている。
1991年になると、ノルウェーのエンスレイヴドが登場する。Mulvanyは彼らのことを「おそらく本当の意味でヴァイキングメタルと呼べる最初のバンド」であると評している。彼らの1stVikingligr Veldiでは北欧の民族音楽のメロディがたくさん導入されている。バソリーに影響されて、エンスレイヴドも「キリスト教自身が作り出したサタンを使って、キリスト教を攻撃しようとするのではなく、ノルウェーが持つ古来の伝説や伝統を語り直すためのヴァイキングメタルを作」ろうとした。彼らの2ndアルバムFrostも重要な作品である。ヴァイキングのテーマを掲げて、ブラストビートやオーケストレーション、複雑な曲構成、ハーモニー、リズムチェンジを用いたエンスレイヴドはこのジャンル内でも傑出した存在である。
バソリー、エンスレイヴド以外にもパイオニアとされるバンドは居る。AllmusicはエンペラーのベーシストであったMortiisの一人プロジェクトを「ノルウェーのヴァイキングメタルの音像を作り上げる上で欠かすことの出来ない存在であった」としている。ヴァルグ・ヴィーケネスの持つ愛国主義やペイガニズム信仰もイデオロギー的には大きな影響を与えたという。他に影響力のあるヴァイキングメタルバンドとしてはAmon Amarth、Darkwoods My Betrothed、Einherjer、Ensiferum、Moonsorrow、Thyrfing、Windirなどがいる。

## 代表的なバンド
- Alestorm
- Amon Amarth
- Bathory
- Cruachan
- Einherjer
- Ensiferum
- Enslaved
- Equilibrium
- Falkenbach
- Folkearth
- Månegarm
- Mithotyn
- Moonsorrow
- Thyrfing
- Turisas
- Týr
- Unleashed
- Windir
- Wintersun
- Wolfchant